# Steinhöring
Steinhöring ist eine Gemeinde im oberbayerischen Landkreis Ebersberg.

## Geografie

### Lage
Steinhöring liegt in der Region München im Alpenvorland südöstlich des Ebersberger Forstes im Ebrachtal direkt an der B 304 rund 16 km westlich von Wasserburg, 38 km östlich der Landeshauptstadt München und nur 5 km von der Kreisstadt Ebersberg entfernt.

### Gewässer

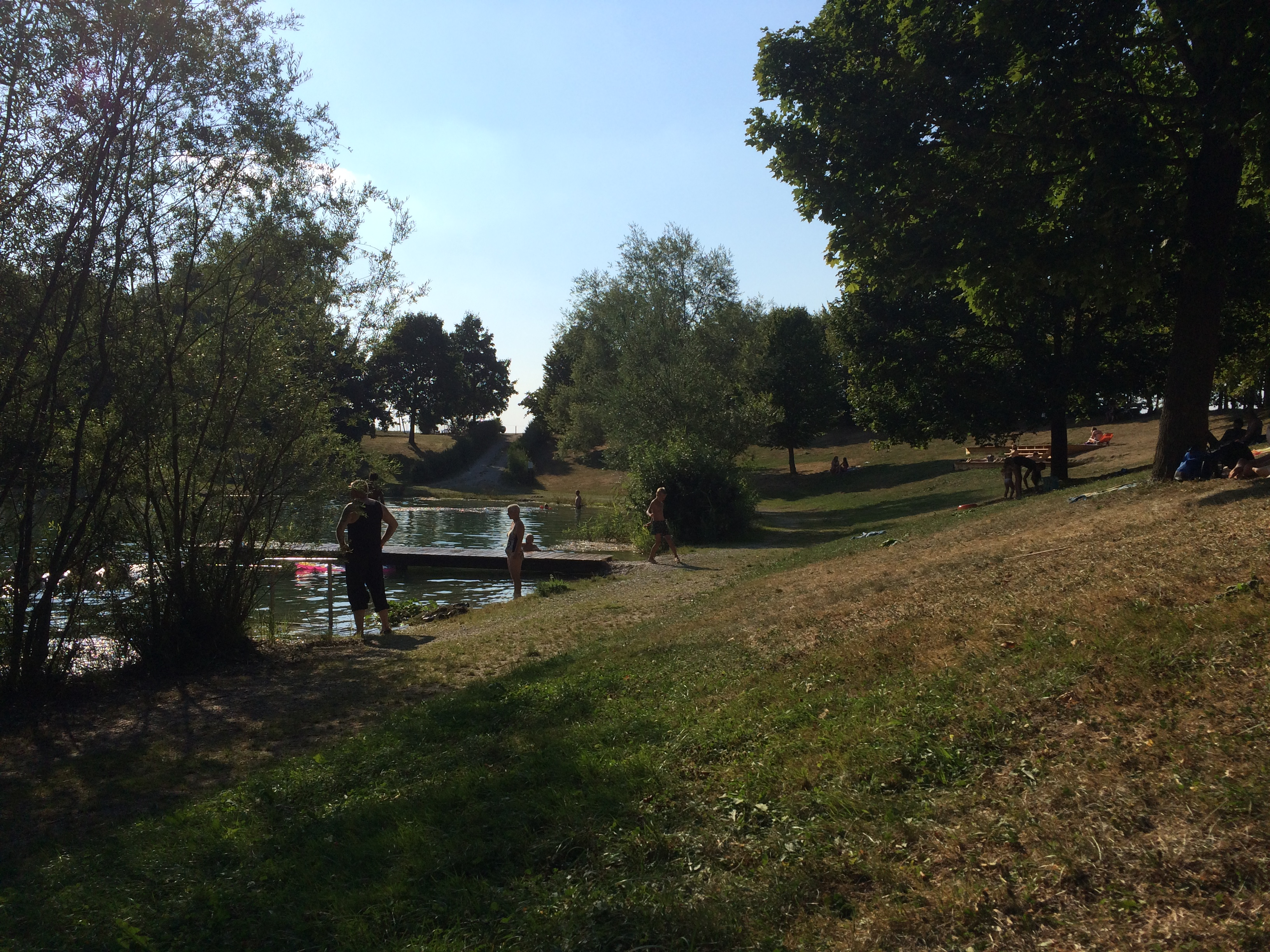
Maximiliansee

Durch das Gemeindegebiet fließt der Fluss Ebrach, der vor Ebersberg entspringt und das Gemeindegebiet weitestgehend in West-Ost-Richtung durchfließt. Neben der Ebrach durchfließen dutzende Bäche und Rinnsale das Gemeindegebiet. Ebenso befinden sich drei Seen auf dem Gemeindegebiet: die Berger Lake, der künstlich geschaffene Maximiliansee und ein namenloser See auf dem Gelände des Einrichtungsverbunds Steinhöring.

### Gemeindegliederung
Es gibt 51 Gemeindeteile:
- Abersdorf
- Aschau
- Au
- Berg
- Blöckl
- Buchschechen
- Dichtlmühle
- Dietmering
- Elchering
- Endorf
- Etzenberg
- Graben
- Helletsgaden
- Hintsberg
- Hofstett
- Höhenberg
- Holzhäusln
- Hub
- Kraiß
- Lehen
- Lieging
- Mayrhof
- Meiletskirchen
- Neuhardsberg
- Niederaltmannsberg
- Oberseifsieden
- Oed
- Oelmühle
- Ötzmann
- Ranhartsberg
- Rosenberg
- Rupertsdorf
- Salzburg
- Sankt Christoph
- Schätzl
- Schechen
- Schützen
- Schweig
- Sensau
- Sprinzenöd
- Steinhöring
- Stinau
- Thailing
- Tulling
- Untermeierhof
- Unterseifsieden
- Wall
- Welling
- Winkl
- Winkl b.Sankt Christoph
- Zaißing

Es gibt die Gemarkungen Sankt Christoph und Steinhöring.

### Nachbargemeinden
- Ebersberg
- Hohenlinden
- Albaching
- Pfaffing
- Frauenneuharting
- Grafing
- Maitenbeth

## Geschichte

### Bis zur Gemeindegründung
Die erste urkundliche Erwähnung stammt aus dem Jahr 824. Steinhöring besaß seit dem 16. Jahrhundert eine überörtlich wichtige Poststation – veranlasst durch Kaiser Maximilian I., der im Jahr 1506 Janetto von Taxis mit der Schaffung einer Postverbindung zwischen Brüssel und Wien beauftragt hatte. An der unteren Route lag Steinhöring. Der Ort gehörte zum Rentamt München und zum Landgericht Schwaben des Kurfürstentums Bayern und war Sitz einer Hauptmannschaft. Teile des Gemeindegebiets waren Ende des Jahres 1800 Schauplatz der Schlacht von Hohenlinden: Im Hauptdorf Steinhöring lagerten in der Nacht vor der Schlacht mehrere hundert französische Soldaten und zogen am nächsten Tag zur Schlacht Richtung Norden über Holzhäusln und St. Christoph.
Im Zuge der Verwaltungsreformen in Bayern entstand mit dem Gemeindeedikt von 1818 die heutige Gemeinde.

### 20. und 21. Jahrhundert

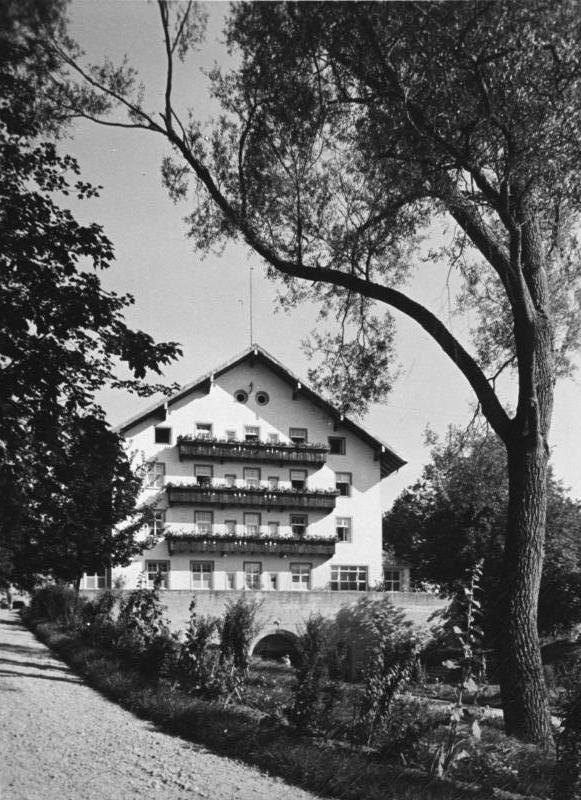
Lebensborn-Heim Steinhöring, Südansicht vom Park aus (1938), Aufnahme aus dem Bundesarchiv

Im Jahr 1936 wurde in Steinhöring das erste Entbindungsheim der NS-Rassenorganisation Lebensborn eröffnet. In diesem Haus Hochland war seit 1934 eine SA-Nachrichtenschule untergebracht gewesen. 1940 gab es dort 50 Mütterbetten und 109 Kinderbetten. Beim Einmarsch der Amerikaner am Ende des Zweiten Weltkriegs (3. Mai 1945) waren dort 300 Kinder, nicht nur aus diesem Lebensborn-Heim, untergebracht. Später wurde aus dem Gebäude ein Kinderkrankenhaus, das bis 1971 in Betrieb war. Inzwischen ist auf dem Gelände eine Einrichtung für Behinderte entstanden, die hier und in Außenstellen etwa 1000 Behinderte durch über 700 Mitarbeiter betreut (Frühförderung, Heilpädagogischer Kindergarten, Sonderschule mit Tagesstätte, Werkstätten für Behinderte, Wohnheime).

### Einwohnerentwicklung
Zwischen 1988 und 2018 wuchs die Gemeinde von 3102 auf 4149 um 1047 Einwohner bzw. um 33,8 %.
| Jahr      | 1840 | 1900 | 1939 | 1950 | 1961 | 1970 | 1987 | 1991 | 1995 | 2000 | 2005 | 2010 | 2015 |
| Einwohner | 1252 | 1450 | 1512 | 2540 | 2278 | 2395 | 3068 | 3168 | 3346 | 3540 | 3844 | 3912 | 4035 |

### St. Christoph
Am 1. Juli 1972 wurde die bis dahin selbständige Gemeinde St. Christoph (am 31. Mai 1922 umbenannt, vorher nur Christoph) in die Gemeinde Steinhöring eingegliedert.
Der Ort St. Christoph wird 927 erstmals schriftlich erwähnt und hatte im Mittelalter acht Anwesen: Pfarrhaus, Schule, Wirtschaft, Mesner, Hafner, Sturm, Schmid und Kreuzer. Er war von 1200 bis 1804 Teil der Freien Grafschaft Haag. Die Westgrenze der Gemeinde St. Christoph bildete zugleich die Westgrenze der Grafschaft Haag. Da diese Grafschaft ein selbständiges Reichsland war und nicht zu Bayern gehörte, war diese Grenze ein Brennpunkt der Geschichte. 1362 überfiel das Herzogtum Bayern in diesem Grenzabschnitt die Freie Grafschaft und machte die haagische Burg Fraunberg bei St. Christoph nach erbitterten Gefechten mit der Haager Besatzung dem Erdboden gleich. Im Haager Landesmuseum befinden sich noch zahlreiche Waffen, Rüstungsteile und Geschossfragmente aus diesem Gefecht, die bei archäologischen Ausgrabungen geborgen wurden.
Die Kirche von St. Christoph bestand schon 1315 als romanisches Kirchlein (der Pfarrei Albaching) und wurde um 1390 unter dem Haager Grafen Christian († 1396) neu im gotischen Stil errichtet. Der heilige Christophorus war der Schutzpatron der regierenden Haager Grafen. Die Amtskette der Grafen bestand aus purem Gold mit einer großen Christoffer-Figur, die mit fünf Rubinen, zwei Saphiren und einem Smaragd besetzt war. In der Zeit von 1674 bis 1678 wurde die Kirche vergrößert und im Barockstil umgestaltet, so wie sie heute noch den Besucher beeindruckt. Dabei wurden drei alte gotische Figuren (St. Christophorus, St. Bartholomäus und St. Jakobus) in die neue Kirchenausstattung mit einbezogen. Die Barockaltäre wurden von den Kirchenmalern Michael und Wolfgang Hofmann aus Haag geschaffen. Am Tabernakel arbeitete 1765 der Dorfener Kunstschreiner Fakler mit.

## Politik

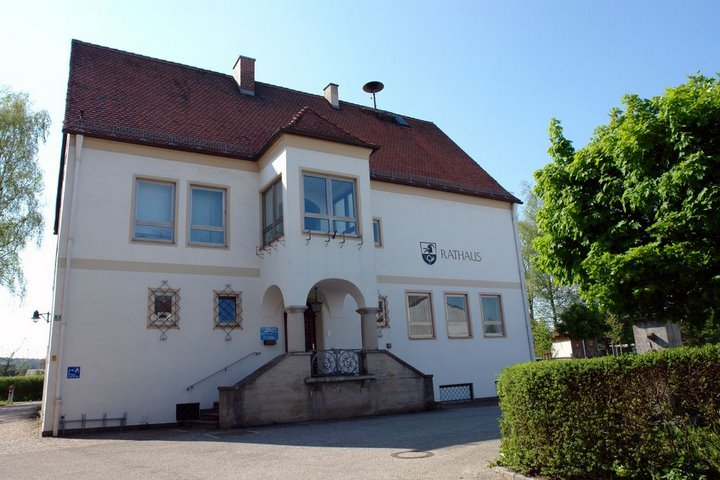
Rathaus von Steinhöring

### Gemeinderat und Bürgermeister
Dem Gemeinderat gehören 16 bei der Kommunalwahl am 15. März 2020 gewählte Bürger an, die sich auf folgende Gruppierungen verteilen:
| Partei/Liste | CSU | FLS | PWG | BL | Gesamt |
| Sitze        | 6   | 4   | 4   | 2  | 16     |

FLS = Freie Liste Steinhöring     PWG = Parteilose Wählergemeinschaft     BL = Bürgerliste Steinhöring
Erste Bürgermeisterin ist seit dem 1. Mai 2020 Martina Lietsch für die Freie Liste Steinhöring (FLS). Sie wurde am 15. März 2020 mit 59,9 % der Stimmen gewählt.
Im Jahr 2010 betrugen die Gemeindesteuereinnahmen 2545 T€, davon waren 392 T€ Gewerbesteuereinnahmen (netto).

### Wappen
|  | Blasonierung: „Geteilt von Silber und Blau; oben ein schwebender schwarzer Steinbockrumpf, unten ein waagrechtes silbernes Posthorn.“ |
|  | |

## Sehenswürdigkeiten
Die Filialkirche St. Martin im Gemeindeteil Sensau hat einen schiefen Turm. Vor über 100 Jahren begann sich der Untergrund zu senken. Der Turm löste sich von der Kirche und geriet in eine Schieflage, so dass eine Abweichung bis zu 1,20 m vom Lot entstand. 1955 wurde der Turm unterfangen und steht seitdem wieder fest, die Schiefe ist jedoch geblieben.

## Wirtschaft und Infrastruktur

### Wirtschaft
Es gab 2010 nach der amtlichen Statistik im Bereich der Land- und Forstwirtschaft 18, im produzierenden Gewerbe 274 und im Bereich Handel, Verkehr und Gastgewerbe 122 sozialversicherungspflichtig Beschäftigte am Arbeitsort. In sonstigen Wirtschaftsbereichen waren am Arbeitsort 488 Personen sozialversicherungspflichtig beschäftigt. Sozialversicherungspflichtig Beschäftigte am Wohnort gab es insgesamt 1445. Im verarbeitenden Gewerbe gab es einen Betrieb, im Bauhauptgewerbe sieben Betriebe. Zudem bestanden 75 landwirtschaftliche Betriebe mit einer landwirtschaftlich genutzten Fläche von insgesamt 1884 ha, davon waren 818 ha Ackerfläche und 1085 ha Dauergrünfläche.

### Verkehr

#### Bahnverkehr

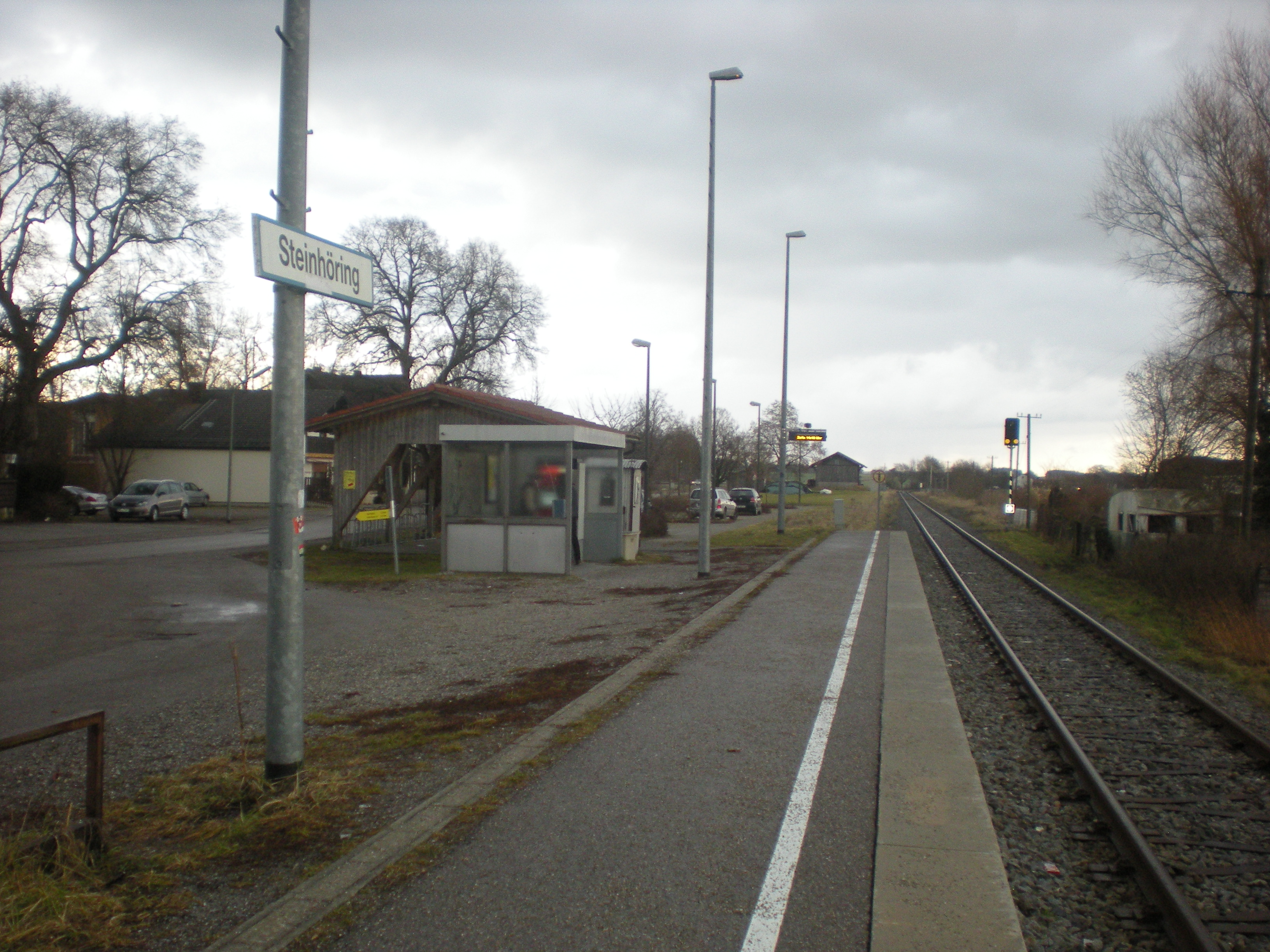
Haltepunkt Steinhöring 2013 vor dem Umbau

Steinhöring verfügt über eine eigene Bahnstation an der 1905 eröffneten Bahnstrecke Grafing–Wasserburg, einer eingleisigen Nebenbahn, die im Stundentakt von der Südostbayernbahn befahren wird. Mit den hier verkehrenden Regionalzügen ist es möglich, umsteigefrei bis zum Münchner Ostbahnhof zu fahren. 2014 wurde der bisherige Haltepunkt Steinhöring zum zweigleisigen Zugkreuzungsbahnhof ausgebaut. Seit dem Fahrplanwechsel am 14. Dezember 2014 verkehrt der sogenannte „Filzenexpress“ Montag bis Freitag jede Stunde, an Samstagen sowie an Sonn- und Feiertagen alle zwei Stunden. Der Ortsteil Tulling verfügt zudem über einen weiteren Haltepunkt entlang der Strecke, welcher im Jahr 2013 umfangreich modernisiert wurde. Seit Dezember 2016 fährt der Filzenexpress mit einem durchgehenden Stundentakt auch am Wochenende sowie zusätzliche Abendzügen sowie modernisierten Wagen. Zusätzlich wurde das Sitzplatzangebot in den stark genutzten Pendlerzügen vergrößert.

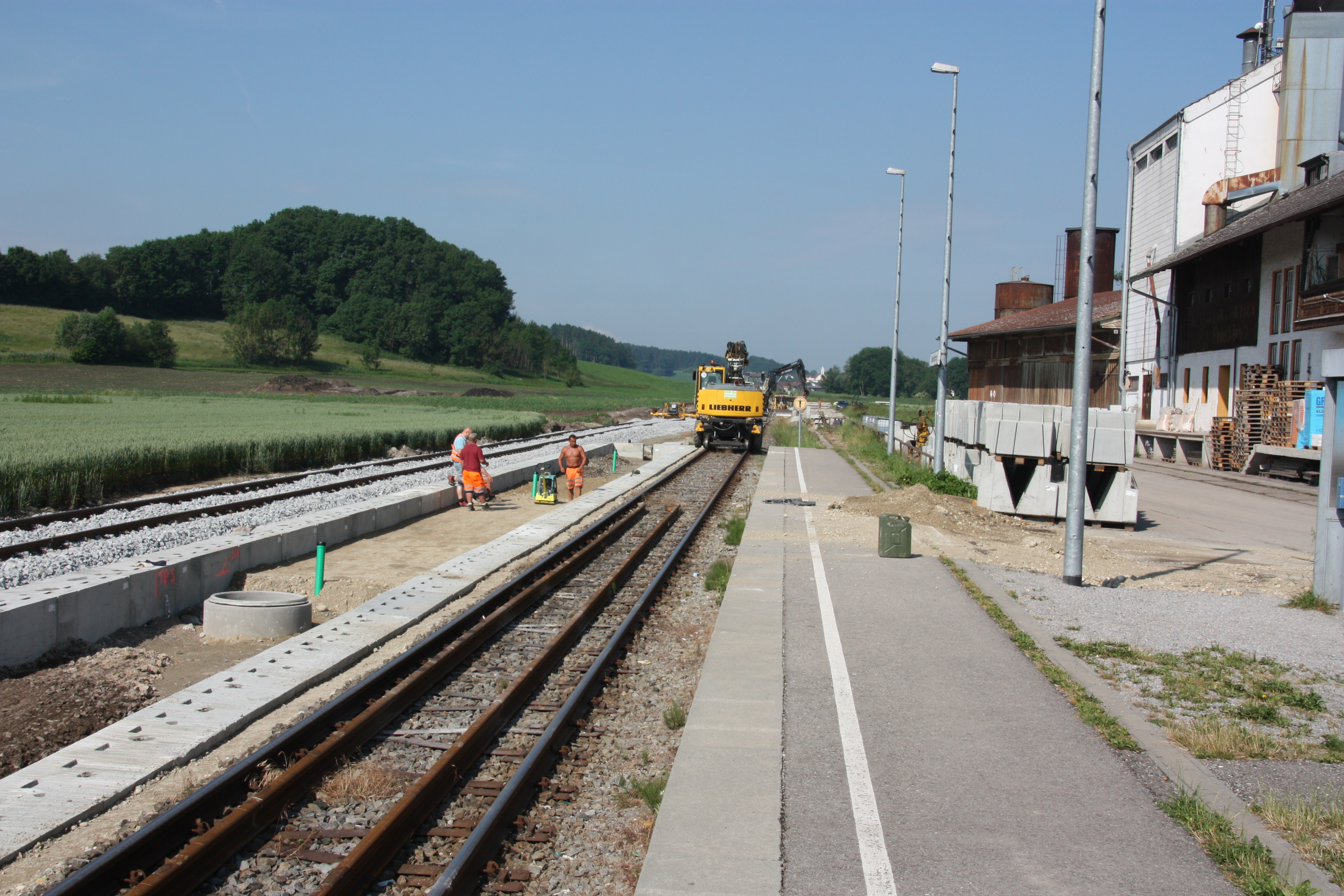
Bahnhof Steinhöring während des Umbaus im Juni 2014

| Linie | Verlauf | Takt        |
| ----- | --- | ----------- |
| RB    | (München Hbf – München Ost –) Grafing Bahnhof – Grafing Stadt – Ebersberg – Steinhöring – Tulling – Forsting – Edling – Wasserburg (Inn) Bf | Stundentakt |

#### Busverkehr
In Steinhöring und dem Gemeindeteil Tulling hält die zwischen Grafing und Wasserburg am Inn verkehrende Buslinie 9421 der Regionalverkehr Oberbayern GmbH. Fahrscheine des Münchner Verkehrs- und Tarifverbunds (MVV) werden auf dieser Linie im Abschnitt Grafing Bahnhof – Tulling anerkannt, allerdings nicht direkt im Bus verkauft.
Zudem wird Steinhöring seit 15. Dezember 2014 durch die MVV-Rufbuslinie 443 angebunden. Die Rufbuslinie verkehrt vom Bahnhof Steinhöring über die im Zentrum der Gemeinde liegende Haltestelle „Steinhöring, Gh. Post“ und die Gemeindeteile Abersdorf, Niederaltmannsberg, St. Christoph, Oberseifsieden, Unterseifsieden, Holzhäuseln, Endorf, Oed, Tulling und Sensau weiter in den Gemeindebereich der im Süden angrenzenden Gemeinde Frauenneuharting. Zahlreiche Gemeindeteile erhielten durch die neu eingeführte Rufbuslinie erstmals Anschluss an den öffentlichen Personennahverkehr. Aufgrund der positiven Resonanz aus Fahrgastskreisen wurden ab 30. März 2015 der Fahrplan verdichtet und neue Haltestellen in Betrieb genommen. Neu hinzu kamen die in der Berger Straße gelegenen Haltestellen, "Steinhöring Rathaus" sowie "Steinhöring Berger Str.", die jeweils in eine Richtung betrieben werden, eine Haltestelle im Ortsteil Berg und Bedarfshaltestellen in Schützen und Graben.
| Linie | Verlauf | Takt             | Bemerkung                                              |
| ----- | --- | ---------------- | ------------------------------------------------------ |
| 443   | Steinhöring – Traxl – Jakobneuharting – Frauenneuharting – Tulling                                                                                   | Einzelne Fahrten | Teilw. Rufbus                                          |
| 443   | Steinhöring – Berg – Abersdorf – Sankt Christoph – Tulling                                                                                           | Einzelne Fahrten | Teilw. Rufbus                                          |
| 9421  | Grafing Bahnhof – Ebersberg – Oberndorf – Steinhöring – Tulling – Forsting – Pfaffing – Edling – Wasserburg Bahnhof (Reitmehring) – Wasserburg (Inn) | Einzelne Fahrten | Nur bis Tulling im Münchner Verkehrs- und Tarifverbund |

#### Straßenanbindung
Zur A 94 (Anschlussstelle Forstinning) sind es rund 18 km sowie zur A 99 (Anschlussstelle Haar) 24 km. Durch den Ort führt auch die Bundesstraße 304, die von München nach Freilassing an der Landesgrenze zu Österreich verläuft. Die Straße wird oft als Ausweichroute bei größeren Staus auf der Autobahn A8 oder der Bundesstraße 12 benutzt.

### Bildung
Im Jahr 2011 gab es folgende Einrichtungen:
- Drei Kindertageseinrichtungen mit insgesamt 233 genehmigten Plätzen, in denen 198 Kinder von 26 Personen gefördert und betreut wurden.
- Eine Volksschule mit acht Klassen, in der 167 Schüler von zehn Lehrern unterrichtet wurden (Schuljahr 2010/11).
- Eine Schule zur sonderpädagogischen Förderung mit elf Klassen, in der 100 Schüler von 16 Lehrern unterrichtet und gefördert wurden (Schuljahr 2010/11).

### Vereine
Im Jahr 1950 wurde der Turn- und Sportverein Steinhöring e. V. gegründet, der verschiedenste Sportarten, darunter Fußball für Menschen allen Alters und Geschlechts anbietet. Dazu wurde ein Areal nordöstlich der Hauptbebauung geschaffen, bei dessen Bauarbeiten mehrere hundert Kubikmeter Erdreich bewegt werden mussten. Außerdem sind als Sportvereine der Tennisclub Steinhöring e. V. und ein Stockschützenverein auf dem Gelände ansässig. Des Weiteren befindet sich auf dem Gelände ein Jugendtreff in mitgliedergeführter Trägerschaft.

## In Steinhöring geboren
- Gisela Dischner (* 1939), Literaturwissenschaftlerin und Schriftstellerin
- Margot Koller (* 1941), österreichische Schriftstellerin
- Manfred Rauh (* 1942), Historiker
- Helga Korén (* 1943), Schauspielerin und Schriftstellerin
- Jens Hagen (1944–2004), Fotograf, Journalist und Autor
- Wulf von Schimmelmann (* 1947), Manager
- Armin Nack (* 1948), Jurist, Richter am Bundesgerichtshof
- Maria Els (* 1956), Regierungspräsidentin der Regierung von Oberbayern
- Christoph Kürzeder (* 1965), Direktor des Diözesanmuseums Freising

## Sonstiges
- Am 31. Juli 2015 und am 28. Juli 2017 haben die Open-Air-Festivals Sound of Summer mit rund 1000 Gästen in Steinhöring stattgefunden.